# Tivoli
 Ovo je glavno značenje pojma Tivoli. Za druga značenja pogledajte Tivoli (razdvojba).
Tivoli (latinski: Tibur) je drevni grad u talijanskoj administrativnoj regiji Laciju; središte dijeceze i istoimene općine u pokrajini Rimu, oko 30 km od samog Rima. Tivoli se nalazi na slapu rijeke Aniene preko Sabinskih planina odakle se pruža veličanstven pogled na dolinu Campagna romana.
U Tivoliju se nalaze dva mjesta svjetske baštine UNESCO-a, Hadrijanova vila i Villa d'Este, koje su tu izgrađene zbog iznimnog krajolika i blizine Rima.

## Povijest
Najstariji dokazi naselja u Tivoliju potječu iz 13. stoljeća pr. Kr. Tibur je ime dobio prema kralju Alba Longe, Tiberinusu, koji se udavio u vodama Tibera. Za vrijeme etruščanske vlasti Tibur je bio stari grad Sabinjana u Laciju koji su Rimljani zauzeli u 4. stoljeću pr. Kr., i koji je 90. pr. Kr. postao rimskim municipijem. U 1. stoljeću, rimski car Hadrijan je tu izgradio svoju vilu (Hadrijanova vila), a današnji gradski trg Piazza del Duomo nalazi se na mjestu rimskog foruma.
Tijekom Gotskih ratova (535. – 554.) Tivoli je utvrdio bizantski general Belizar, ali ga je kasnije uništio ostrogotski kralj Totila. Od kraja rata bio je bizantskim vojvodstvom koje je kasnije anektirala Sveta stolica. 
U srednjem vijeku Tivoli je bio jedno od najvažnijih mjesta rimske okolice. Od 10. stoljeća Tivoli je neovisna općina kojom vlada izabrani konzul, a dugo se borila s Rimom za vlašću nad Lacijem. God. 1001., Oton III., car Svetog Rimskog Carstva, ga je osvojio i poklonio papi.
U 14. stoljeću Tivoli je podupirao papu Urbana VI. protiv Gvelfa, i dvaput je odbio napade Ladislava Napuljskog. U 15. stoljeću papa Pio II. je izgradio masivnu utvrdu Rocca Pia kako bi kontrolirao bunovno stanovništvo Tivolija. Sredinom 16. stoljeća Pirro Ligorio je za kardinala Ippolita II. d'Este izgradio raskošnu vilu s vodenim parkom (Villa d'Este). Ovaj park je dao imena mnogim europskim parkovima koji su se po njemu prozvali "Tivoli".
God. 1835. papa Grgur XVI. izgradio je Vilu Gregorianu na samim slapovima Aniene. Romantičarsko mjesto na slapovima Aniene s antičkim ruinama, uvijek je privlačilo umjetnike.
Tivoli je više puta bio opustošen: 1527. (obitelj Colonna, pristalice Karla V.), 1547. (vojvoda od Albe), 1744. (Austrijanci) i posljednji put tijekom savezničkog bombardiranja 1944. godine.

## Znamenitosti
- Rimski hram Tosse iz 4. stoljeća pr. Kr. je okrugla građevina s 12 metara širokom kupolom s okulosom na vrhu. U 10. stoljeću je pretvoren u Gospinu crkvu.
- Rimski hram Sibile Tiburtine iz 2. stoljeća pr. Kr. na vještačkoj platformi na akropoli s jonskim stupovima ima veličinu od 15,9 x 9,15 m. Unutrašnjost joj je bila ukrašena freskama i štukaturama koje su danas nestale. Na njenom mjestu je 978. godine izgrađena Crkva sv. Jurja.
- Svetište Herkula pobjednika (2. stoljeće pr. Kr.) je nekad bila jedna od najvećih rimskih građevina u unutrašnjoj Italiji (188 x 140 m), a nalazilo se odmah izvan grada uz cestu za Samnium. Sadržavao je kazalište, veliki četvrtasti trg i hram, iznad nekoliko terasa, poput Svetišta Fortune Primigenije u Palestrini.
- Vestin rimski hram kružnog oblika (tolos) iznad slapa iz 1. stoljeća pr. Kr.
- Hadrijanova vila, 1. stoljeće
- Rocca Pia je dvorac pape Pija II. iz 1461. godine
- Villa d'Este, 16. stoljeće
- Katedrala sv. Lovre, obnovljena od 1635. – 40.
- Villa Gregoriana

- Ticoli i Campagna romana
- Vestin hram
- Tempio della Tosse
- Hadrijanova vila
- Crkva sv. Petra
- Grgurov most
- Villa Gregoriana
- Villa Manlio Vopisco

## Gospodarstvo
Kamenolomi Tivolija su važan izvor travertina, mramora od kojega je izgrađena većina građevina u Rimu. Vodena snaga Aniene napaja nekoliko hidroelektrana koje osvjetljavaju Rim. Okolna brda su prekrivena nasadima maslina, vinove loze i vrtovima cvijeća, a najvažnija industrija u gradu je proizvodnja papira.

## Vanjske poveznice
- Spomenici Tivolija  Arhivirana inačica izvorne stranice od 14. siječnja 2009. (Wayback Machine)
- Tivoli i okolica  Arhivirana inačica izvorne stranice od 22. rujna 2017. (Wayback Machine) (engl.)
- UNESCO-ova svjetska baština:  Arhivirana inačica izvorne stranice od 28. rujna 2007. (Wayback Machine) Tivoli (tal.)